# باشگاه ورزشی الرشید

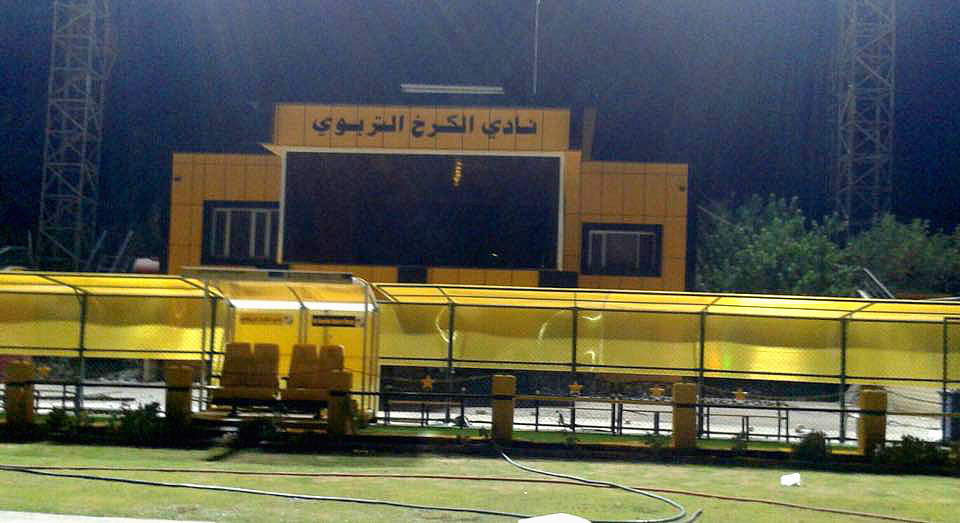
نمایی از استادیوم باشگاه ورزشی الرشید

باشگاه ورزشی الرشید (به عربی: نادی الرشید الریاضی) یک باشگاه فوتبال در شهر بغداد واقع در کشور عراق بود که در لیگ برتر فوتبال عراق بازی می‌کرد.
این تیم سابقه نایب قهرمانی در جام باشگاه‌های آسیا ۸۹–۱۹۸۸ را دارد.
این باشگاه در سال ۱۹۸۳ بنیان‌گذاری شد و در سال ۱۹۹۰ منحل شد.